# 鮑里斯·邦達列夫
鮑里斯·邦達列夫，前俄羅斯外交官，在2019年至2022年5月期間在俄羅斯駐聯合國日內瓦辦事處擔任參贊，並於2022年5月23日因抗議普京對烏克蘭發動戰爭而宣布辭職。